# Europäisches Kulturerbejahr
Als Europäisches Kulturerbejahr wurde das Jahr 2018 von der Europäischen Kommission unter dem Motto „Sharing Heritage“ (englisch: Erbe teilen) ausgerufen. International ist die Veranstaltung geläufig unter der Bezeichnung European Year of Cultural Heritage (ECHY 2018). Seit 1983 widmet die Europäische Union regelmäßig ein Kalenderjahr einem bestimmten Thema, das namensgebend für das betreffende Europäische Jahr ist.

## Geschichte
Das Jahr 2018 war das erste Kulturerbejahr. Eine ähnliche Veranstaltung gab es 1975 mit dem vom Europarat ausgerufenen Europäischen Denkmalschutzjahr, das sich mit dem baukulturellen Erbe Europas befasste. Der deutschen Kultusministerkonferenz zufolge war das Kulturerbejahr vor allem Ergebnis einer gemeinsamen Anregung des Bundes, der Länder und der kommunalen Spitzenverbände.
2007 erlangte das Kulturerbe Priorität im Rahmen der „Europäischen Kulturagenda“. Diese fordert insbesondere eine „Verbreitung des kulturellen Erbes, vor allem durch die Förderung der Mobilität von Kunstsammlungen, und die Unterstützung des Digitalisierungsprozesses, mit dem Ziel eines verbesserten Zugangs der Öffentlichkeit zu den unterschiedlichen kulturellen und sprachlichen Ausdrucksformen“.
Am 8. September 2015 beschloss das Europäische Parlament, der Europäischen Kommission nahezulegen, dass diese eine Initiative zur Ausrufung des Jahres 2018 als „Europäisches Kulturerbejahr“ ergreifen solle (Rechtsakte der EU können nur durch die Kommission initiiert werden).
Tibor Navracsics, EU-Kommissar für Bildung, Kultur, Jugend und Sport, verkündete am 19. April 2016 im Rahmen des Europäischen Kulturforums in Brüssel die Absicht der Europäischen Kommission, im Jahr 2018 ein Europäisches Kulturerbejahr durchzuführen. Dem Kommissionsplan stimmte das Europäische Parlament am 27. April 2017 zu. Mit der Zustimmung durch den Europäischen Rat am 11. Mai 2017 erlangte der Plan Rechtskraft.
Der Auftakt des Europäischen Kulturerbejahres fand im Dezember 2017 in Mailand statt. In Deutschland wurde es im Januar 2018 bei einer Veranstaltung im Hamburger Rathaus eröffnet.

## Zuständigkeiten
Im Vertrag von Maastricht wurde die Kulturpolitik als Politikfeld von gemeinsamem europäischen Interesse bezeichnet. Verfassungsrang erhielt die Kulturpolitik durch Art. 167 des Vertrags von Lissabon. Hier heißt es, dass die Europäische Union „einen Beitrag zur Entfaltung der Kulturen der Mitgliedstaaten unter Wahrung ihrer nationalen und regionalen Vielfalt sowie gleichzeitiger Hervorhebung des gemeinsamen kulturellen Erbes“ leistet. Allerdings beschränkt sich die Rolle der EU dabei ausdrücklich auf die Förderung der kulturellen Zusammenarbeit unter den Mitgliedstaaten oder mit Ländern außerhalb der EU.
Letztlich besteht ein Großteil der Kultur- und der Regionalpolitik der EU darin, Initiativen auf nationaler, regionaler und lokaler Ebene in den Mitgliedsstaaten zu fördern, insbesondere durch eine Kofinanzierung solcher Initiativen; denn die Kulturpolitik ist im Vergleich zu anderen Politikfeldern wenig vergemeinschaftet.
Innerhalb von Deutschland koordinierte das Deutsche Nationalkomitee für Denkmalschutz (DNK) die Beteiligung am Europäischen Kulturerbejahr 2018 in Abstimmung mit Bund, Ländern und Kommunen und öffentlichen sowie privaten Trägern.

## Zweck des Jahres
Laut dem EU-Ministerrat war das Ziel des Europäischen Kulturerbejahres 2018, das Bewusstsein für die europäische Geschichte zu schärfen und das Gefühl einer europäischen Identität zu stärken. Den Menschen sollten die Geschichte und die Werte Europas näher gebracht werden.
Laut dem europäischen Denkmalschutz-Verbund Europa Nostra stellt das „kulturelle Erbe […] das unschätzbare Gewebe dar, das Europa zusammenhält – von Norwegen bis Griechenland und von Polen bis Spanien. Zu verstehen, dass Europa ein gemeinsames Kulturerbe besitzt, hilft uns, die gesamte Schönheit und die tiefergehende Bedeutung des Europäischen Projekts zu begreifen, aber gleichzeitig auch dessen Komplexität und Fragilität.“
Den Antrag, das Jahr 2018 zum „Europäischen Kulturerbejahr“ zu machen, begründete die zuständige Berichterstatterin des Europäischen Parlaments, die Rumänin Mircea Diaconu mit den Worten: „Wir möchten das Kulturerbe wieder ins Bewusstsein der Öffentlichkeit rücken. Es soll die Wertschätzung erhalten, die es verdient, und unsere Identität stärken. Gleichzeitig können wir wiederentdecken, was uns zu Europäern macht.“ Auch Tibor Navracsics betonte die zentrale Bedeutung des Kulturerbes für die europäische Identität. Nach Matthias Wemhoff, dem Vorsitzenden des Nationalen Programmbeirats für das Kulturerbejahr, soll dieses einen Beitrag dazu leisten, die Idee einer „nationalen Leitkultur“ in Frage zu stellen und damit den Nationalismus in Europa zu bekämpfen, indem den Menschen gezeigt werde, dass der Geist, aus dem heraus sie lebten, ein „europäischer Geist“ sei.
Mit dem Europäischen Jahr wurde auch auf die Herausforderung der Kürzung öffentlicher Mittel für den Kulturbereich, der rückläufigen Teilnahme an traditionellen Kulturaktivitäten, der Umweltbelastung von Kulturerbestätten, neuer Wertschöpfungsketten und des digitalen Wandels reagiert.
Der Europäische Rat benannte als die wichtigsten Ziele dieses Europäischen Jahres:
- Förderung der kulturellen Vielfalt, des interkulturellen Dialogs und des sozialen Zusammenhalts;
- Hervorhebung des wirtschaftlichen Beitrags des Kulturerbes zur Kultur- bzw. Kreativbranche, einschließlich kleiner und mittlerer Unternehmen, und zur lokalen und regionalen Entwicklung;
- Betonung der Rolle des Kulturerbes in den Außenbeziehungen der EU, einschließlich Konfliktverhütung, Aussöhnung nach Konflikten und Wiederaufbau von zerstörtem Kulturerbe.[13]

Der Bericht „Cultural Heritage Counts for Europe“ („Kulturerbe zählt für Europa“) wies 2015 nach, dass in der EU seinerzeit ca. 300.000 Menschen direkt im Kulturerbesektor beschäftigt und 7,8 Millionen Menschen von ihm indirekt betroffen waren.

## Ausgestaltung
Das Deutsche Nationalkomitee für Denkmalschutz rief öffentliche und private Träger, Bürger, Bewahrer sowie Vermittler des kulturellen Erbes zur Mitwirkung am Kulturerbejahr auf. Dazu zählten insbesondere Museen, Gedenkstätten, Archive, Bibliotheken, Denkmaleigner, Vereine, Förderkreise.
In Deutschland fanden 150 Projekte statt, mit denen vor allem junge Menschen für europäische Kultur sensibilisiert werden sollten. Schirmherr der Projekte und Veranstaltungen war Bundespräsident Frank-Walter Steinmeier. Die Fördermittel für Projekte im Rahmen des Kulturerbejahres dafür betrugen europaweit acht Millionen Euro.

### Arbeitsgebiete und geförderte Projekte
Der Begriff des Kulturerbes schließt laut der Bundesarchitektenkammer archäologische Stätten, Baudenkmäler, Künste und Brauchtümer mit ein. Es handelt sich um aus der Vergangenheit hinterlassene Ressourcen in sämtlichen Formen und Aspekten – materiell, immateriell und digital.
In den Genuss von öffentlichen Fördermitteln kamen im Rahmen des Kulturerbejahres vor allem Projekte, die die folgenden Bedingungen erfüllten:
- Allgemein zugängliche Ausstellungen und weitere Vermittlungs- und Informationsformate, wie die Archäologie-Ausstellung Bewegte Zeiten. Archäologie in Deutschland in Berlin
- Allgemein zugängliche Veranstaltungen bzw. Veranstaltungsreihen an national oder europäisch bedeutenden historischen Erinnerungsorten und Zeugnissen der Bau- und Kulturgeschichte
- Allgemein zugängliche, transnationale und europäische Veranstaltungen bzw. Veranstaltungsreihen wie Kongresse, Tagungen oder Workshops
- Innovative Formate, die geeignet sind, europäische Netzwerke inhaltlich zu stärken, weiter zu profilieren oder neue aufzubauen
- Aufbau und Weiterentwicklung innovativer digitaler Vermittlungs- und Partizipationsformate
- Innovative und mediale Formate der breitenwirksamen Erschließung und Vermittlung.

Formate, die der breitenwirksamen Vermittlung oder Partizipation von Kindern und Jugendlichen dienten, sollten besonders berücksichtigt werden.